# Serdi Faki Alici
Serdi Faki Alici (1988) is een Belgische zanger en acteur. Hij werd landelijk bekend door zijn rol in VRT-reeks Zonder afspraak.

## Biografie
Serdi Faki Alici was de jongste uit een gezin van zes kinderen. Zijn vader runde een pitazaak.
In 1995 raakte hij ernstig gewond door een auto-ongeval in Turkije waarbij hij zijn beide ouders en geheugen verloor.
Hierdoor raakte hij wat ontheemd en werd hij op een internaat gestuurd en van de en school naar de andere. 
Hij belandde via de vzw Habbekrats op de planken en groeide zo verder in het theater. 

## Werk
Theater
- Legal Illegal (Union Suspecte)
- Carnival Of Guilten (Union Suspecte)
- Bezette Stad (KVS)
- Woyzeck
- JUST=
- 2021 - Dissident (NTGent)
- 2023 - SERDI (NTGent)

Film en TV
- Zonder Afspraak (2023) Canvas-serie, als Serdi
- Holly (2023) film